# Григорій Хамчук
Григорій Хамчук (12 жовтня 1885, Малі Чорнокінці — 19 травня 1946, Херсон) — український греко-католицький священник, жертва радянських репресій. Слуга Божий.

## Життєпис
Григорій Хамчук народився 12 жовтня 1885 року в селі Малі Чорнокінці Гусятинського повіту (нині Чортківський район Тернопільської області) в сім'ї Івана Хамчука і його дружини Теклі з дому Довгань. Навчався в Тернопільській українській гімназії (іспит зрілості склав у лютому 1908). Восени 1908 року вступив до Станіславської духовної семінарії, де провчився два роки і в 1910 році перевівся до Львівської духовної семінарії, яку закінчив у 1912 році.
21 липня 1912 року в с. Романівка повінчався з Стефанією Чехович і 9 жовтня цього ж року був висвячений у священичий сан. Після свячень отримав призначення на сотрудника парафії в Зборові. На початку Першої світової війни під в часі наступу російських військ в Галичині був вивезений до Києва, де пробув до 1917 року. Через рік став адміністратором парафії в с. Киданці, а в 1921 році — парохом. До парафії Киданців належала також філіальна церква в с. Романове Село. В цих двох селах душпастирював о. Григорій Хамчук аж до свого арешту в 1945 році. При церквах, які він обслуговував, заснував братства Найсвятішийх Тайн, товариства тверезости, церковні хори, активізував «Просвіту», кооператив.
12 квітня 1945 року о. Григорій Хамчук був заарештований НКВС і ув'язнений у Чортківській тюрмі НКВС № 2. 12 червня 1945 року Військовим Трибуналм Військ НКВС Тернопільської області на основі статті 54-1 «а» (зрада батьківщині) Кримінального Кодексу УРСР засуджений до відбуття покарання у виправно-трудових таборах строком на 10 років, обмеженням в політичних правах на 5 років та повною конфіскацією майна.
Помер у Херсонській обласній лікарні 19 травня 1946 року. Місце поховання невідоме. Реабілітований 3 червня 1993 року.

### Беатифікаційний процес
Від 2001 року триває беатифікаційний процес прилучення о. Григорія Хамчука до лику блаженних.